# Чёрный (остров)
Чёрный — остров архипелага Северная Земля. Административно относится к Таймырскому Долгано-Ненецкому району Красноярского края.

## Расположение
Расположен в Карском море в центральной части архипелага в центральной части пролива Красной Армии менее чем в 100 метрах к востоку от северной части полуострова Гусиный (остров Октябрьской Революции) на входе в бухту Сквозная. В 4 километрах к северу от Чёрного лежит остров Комсомолец. К юго-востоку от острова начинается бухта Пятнистая.

## Описание
Имеет неровную, вытянутую с юга на север форму длиной около 1,2 километра и шириной чуть менее 1 километра. Существенных возвышенностей не имеет. Северное побережье — обрывистое. В центральной части острова находится невысокая скала, к северу и северо-востоку от неё — редкие каменистые россыпи. К юго-западу от острова в бухте Сквозная лежит два небольших безымянных острова.

## Топографические карты
- Лист карты U-46-XXXIV,XXXV,XXXVI ледн. Отдельный. Масштаб: 1 : 200 000. Состояние местности на 1988 год. Издание 1993 г.